# David Philippaerts

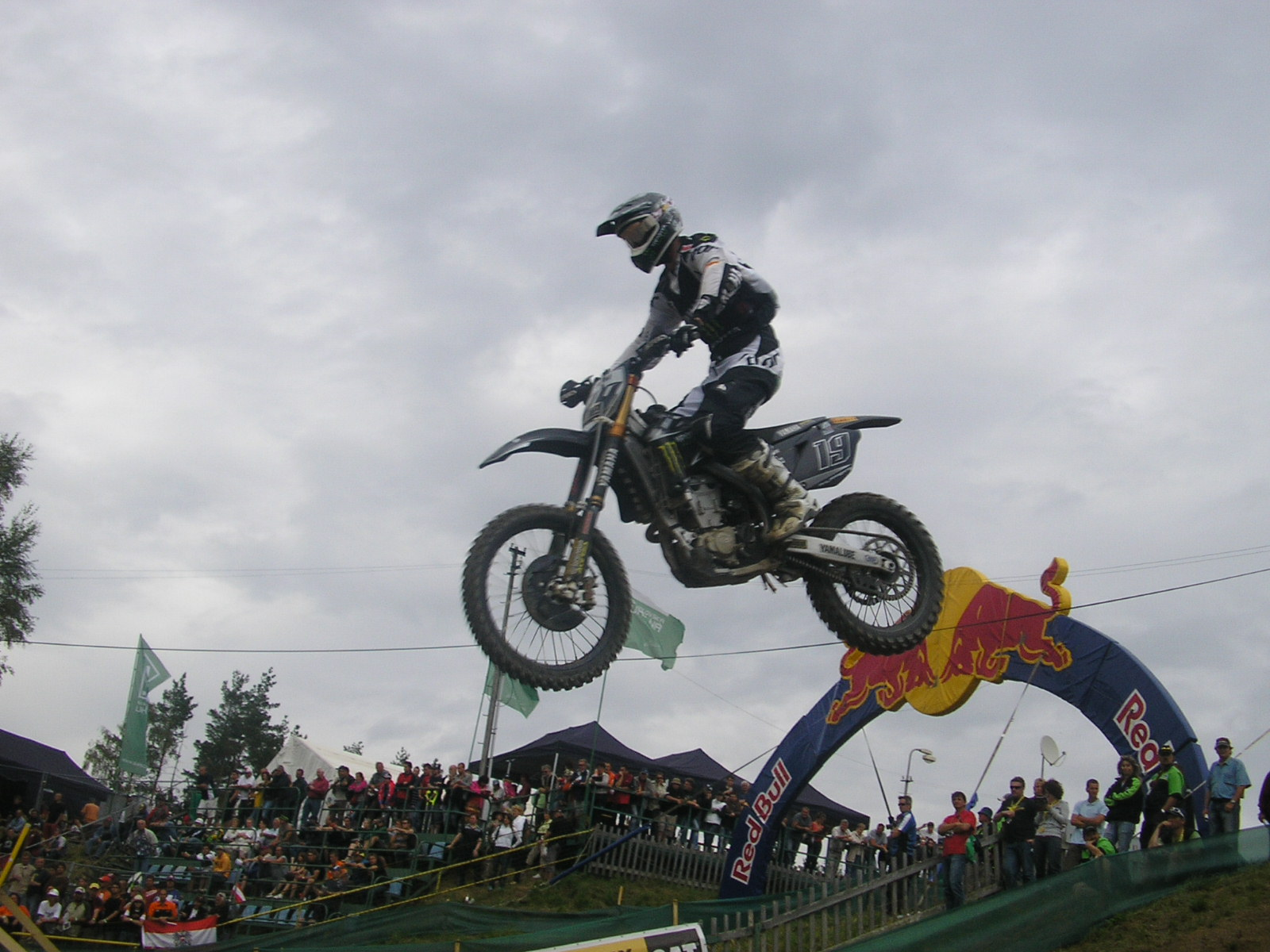
David Philippaerts

David Philippaerts (Pietrasanta, 7 december 1983) is een Italiaanse motorcrosser van Belgische komaf (zijn vader is afkomstig van Zolder). Hij werd in 2008 wereldkampioen in de MX1-klasse op een Yamaha.  

## Erelijst
WK MX1-klasse:
- 2015: 15de (geblesseerd: elleboogbreuk)
- 2014: 10de
- 2013: 11de
- 2012: 15de (geblesseerd: dubbele polsbreuk)
- 2011: 9de (geblesseerd: dubbele polsbreuk)
- 2010: 3de
- 2009: 4de
- 2008: 1ste
- 2007: 6de

WK MX2-klasse:
- 2006: 3de
- 2005: 4de

Italiaans MX1-kampioenschap:
- 2007: winnaar

Italiaans MX2-kampioenschap:
- 2006: 2de

Italiaans kampioenschap 125cc:
- 2004: winnaar
- 2003: winnaar
- 2002: 2de

Europees kampioenschap:
- 2002: 2de

| 1          | 26-06-2005 | Frankrijk        | Saint-Jean-d'Angély |
| 2          | 17-07-2005 | Zuid-Afrika      | Sun City            |
| 3          | 11-06-2006 | Italië           | Montevarchi         |
| 4          | 18-06-2006 | Groot-Brittannië | Matterley Basin     |
| 5          | 02-07-2006 | Zweden           | Uddevalla           |
| 6          | 30-07-2006 | Tsjechië         | Loket               |
| MX1-klasse |            |                  |                     |
| 7          | 13-05-2007 | Duitsland        | Teutschenthal       |
| 8          | 11-05-2008 | Bulgarije        | Sevlievo            |
| 9          | 10-08-2008 | Tsjechië         | Loket               |
| 10         | 31-05-2009 | Groot-Brittannië | Mallory Park        |
| 11         | 06-06-2010 | Frankrijk        | Saint-Jean-d'Angély |
| 12         | 22-05-2011 | Brazilië         | Indaiatuba          |